# Shenkottai
Shenkottai é uma cidade e um município no distrito de Tirunelveli, no estado indiano de Tamil Nadu.

## Demografia
Segundo o censo de 2001,  Shenkottai  tinha uma população de 26,814 habitantes. Os indivíduos do sexo masculino constituem 50% da população e os do sexo feminino 50%. Shenkottai tem uma taxa de literacia de 76%, superior à média nacional de 59.5%: a literacia no sexo masculino é de 83% e no sexo feminino é de 69%. Em Shenkottai, 10% da população está abaixo dos 6 anos de idade.